# Транслятор
Трансля́тор — программа или техническое средство, выполняющее трансляцию программы.
Трансля́ция програ́ммы — преобразование программы, представленной на одном из языков программирования, в программу, написанную на другом языке. Транслятор обычно выполняет также диагностику ошибок, формирует словари идентификаторов, выдаёт для печати текст программы и т. д.
Язык, на котором представлена входная программа, называется исходным языком, а сама программа — исходным кодом. Выходной язык называется целевым языком.
В общем случае понятие трансляции относится не только к языкам программирования, но и к другим языкам — как формальным компьютерным (вроде языков разметки типа HTML), так и естественным (русскому, английскому и т. п.).

## Виды трансляторов
Существует несколько видов трансляторов.
- Диалоговый транслятор — транслятор, обеспечивающий использование языка программирования в режиме разделения времени.
- Синтаксически-ориентированный (синтаксически-управляемый) транслятор — транслятор, получающий на вход описание синтаксиса и семантики языка, текст на описанном языке и выполняющий трансляцию в соответствии с заданным описанием.
- Однопроходной транслятор — транслятор, преобразующий исходный код при его однократном последовательном чтении (за один проход).
- Многопроходной транслятор — транслятор, преобразующий исходный код после его нескольких чтений (за несколько проходов).
- Оптимизирующий транслятор — транслятор, выполняющий оптимизацию создаваемого кода. См. оптимизирующий компилятор.
- Тестовый транслятор — транслятор, получающий на вход исходный код и выдающий на выходе изменённый исходный код. Запускается перед основным транслятором для добавления в исходный код отладочных процедур. Например, транслятор с языка ассемблера может выполнять замену макрокоманд на код.
- Обратный транслятор — транслятор, выполняющий преобразование машинного кода в текст на каком-либо языке программирования. См. дизассемблер, декомпилятор.

## Реализации
Цель трансляции — преобразование текста с одного языка на язык, понятный адресату. При трансляции компьютерной программы адресатом может быть:
- устройство — процессор (трансляция называется компиляцией);
- программа — интерпретатор (трансляция называется интерпретацией).

Виды трансляции:
- компиляция;
  - в исполняемый код
    - в машинный код
    - в байт-код

  - транспиляция;
- интерпретация;
- динамическая компиляция.

### Компиляция
Язык процессора (устройства, машины) называется машинным языком, машинным кодом. Код на машинном языке исполняется процессором. Обычно, машинный язык — язык низкого уровня, но существуют процессоры, использующие языки высокого уровня (например, iAPX-432). Однако, такие процессоры не получили распространения в силу своей сложности и дороговизны.
Компилятор — это вид транслятора, преобразующий исходный код с какого-либо языка программирования на машинный язык.
Процесс компиляции, как правило, состоит из нескольких этапов:
- лексический анализ;
- синтаксический анализ;
- семантический анализ;
- создание на основе результатов анализов промежуточного кода;
- оптимизация промежуточного кода;
- создание объектного кода, в данном случае машинного.

Программа может использовать сервисы, предоставляемые операционной системой, и сторонние библиотеки (например, библиотеки для работы с файлами и библиотеки для создания графического интерфейса). Для добавления в объектный файл машинного кода из других объектных файлов (кода статических библиотек) и информации о динамических библиотеках выполняется связывание (англ. link) или компоновка. Связывание или компоновка выполняется редактором связей или компоновщиком. Компоновщик может быть отдельной программой или частью компилятора. Компоновщик создаёт исполняемый файл. Исполняемый файл (программа) запускается следующим образом:
- по запросу пользователя в ядре операционной системы создаётся объект «процесс»;
- загрузчик программ операционной системы выполняет следующие действия:
- читает исполняемый файл;
- загружает его в память;
- загружает в память динамические библиотеки;
- выполняет связывание машинного кода программы с динамическими библиотеками (динамическое связывание);
- передаёт управление программе.

Достоинства компиляции:
- компиляция программы выполняется один раз;
- наличие компилятора на устройстве, для которого компилируется программа, не требуется.

Недостатки компиляции:
- компиляция — медленный процесс;
- при внесении изменений в исходный код, требуется повторная компиляция.

Ассемблер — компилятор, преобразующий текст с языка ассемблера на машинный язык. Язык ассемблера — язык, близкий к машинному языку, язык низкого уровня.

### Интерпретация
Интерпретация — процесс чтения и выполнения исходного кода. Реализуется программой — интерпретатором.
Интерпретатор может работать двумя способами:
1. читать код и исполнять его сразу (чистая интерпретация[7]);
2. читать код, создавать в памяти промежуточное представление кода (байт-код или p-код), выполнять промежуточное представление кода (смешанная реализация[7]).

В первом случае трансляция не используется, а во втором — используется трансляция исходного кода в промежуточный код.
Этапы работы интерпретатора:
1. лексический анализ;
2. синтаксический анализ;
3. семантический анализ;
4. создание промежуточного представления кода (при чистой интерпретации не выполняется);
5. исполнение.

Интерпретатор моделирует машину (виртуальную машину), реализует цикл выборки-исполнения команд машины. Команды машины записываются не на машинном языке, а на языке высокого уровня. Интерпретатор можно назвать исполнителем языка виртуальной машины.
Чистая интерпретация применяется, обычно, для языков с простой структурой, например, языков сценариев, языков APL и Лисп.
Примеры интерпретаторов, создающих байт-код: Perl, PHP, Python, Erlang.
Достоинства интерпретаторов по сравнению с компиляторами:
- возможность работы в интерактивном режиме;
- отсутствие необходимости перекомпиляции исходного кода после внесения изменений и при переносе кода на другую платформу.

Недостатки интерпретаторов по сравнению с компиляторами:
- низкая производительность (машинный код исполняется процессором, а интерпретируемый код — интерпретатором; машинный код самого интерпретатора исполняется процессором);
- необходимость наличия интерпретатора на устройстве, на котором планируется интерпретация программы;
- обнаружение ошибок синтаксиса на этапе выполнения (актуально для чистых интерпретаторов).

Сравнение чистого интерпретатора и интерпретатора, создающего байт-код:
- чистый интерпретатор проще в реализации, так как для него не нужно писать код транслятора;
- интерпретатор, создающий байт-код, может выполнять его оптимизацию и добиваться большей производительности, чем чистый интерпретатор;
- интерпретатор, создающий байт-код, потребляет больше ресурсов системы (трансляция в байт-код занимает процессорное время; байт-код занимает место в памяти).

### Динамическая компиляция
Динамическая или JIT-компиляция — трансляция, при которой исходный или промежуточный код преобразуется (компилируется) в машинный код непосредственно во время исполнения, «на лету» (англ. just in time, JIT). Компиляция каждого участка кода выполняется только один раз; скомпилированный код сохраняется в кеше и при необходимости используется повторно.
Достоинства динамической компиляции по сравнению с компиляцией:
- скорость работы динамически компилируемых программ близка к скорости работы компилируемых программ;
- отсутствие необходимости перекомпиляции программы при переносе на другую платформу.

Недостатки динамической компиляции по сравнению с компиляцией и чистой интерпретацией:
- бо́льшая сложность реализации;
- бо́льшие требования к ресурсам.

Динамическая компиляция хорошо подходит для веб-приложений.
Динамическая компиляция появилась и поддерживается в той или иной мере в реализациях Java, .NET Framework, Perl, Python.

## Смешение понятий трансляции и интерпретации
Понятия «трансляция» и «интерпретация» различаются. Во время трансляции выполняется преобразование кода программы с одного языка на другой. Во время интерпретации программа исполняется.
Так как целью трансляции является, обычно, подготовка к интерпретации, эти процессы рассматриваются вместе. Например, языки программирования часто характеризуются как «компилируемые» или «интерпретируемые» в зависимости от того, что преобладает при использовании языка: компиляция или интерпретация. Причём, практически все языки низкого уровня и третьего поколения, вроде ассемблера, Си или Модулы-2, являются компилируемыми, а более высокоуровневые языки, вроде Python или SQL — интерпретируемыми.
С другой стороны, существует взаимопроникновение процессов трансляции и интерпретации: интерпретаторы могут быть компилирующими (в том числе с динамической компиляцией), а в трансляторах может требоваться интерпретация для реализации метапрограммирования (например, для макросов в языке ассемблера, условной компиляции в Си или шаблонов в C++).
Более того, один и тот же язык программирования может и транслироваться, и интерпретироваться, и в обоих случаях должны присутствовать общие этапы анализа и распознавания конструкций и директив исходного языка. Это относится и к программным реализациям, и к аппаратным — так, процессоры семейства x86 перед исполнением инструкций машинного языка выполняют их декодирование, выделяя в опкодах поля операндов (указание регистров, адресов в памяти, констант), разрядности и т. п., а в процессорах Pentium с архитектурой NetBurst тот же самый машинный код перед сохранением во внутреннем кэше дополнительно транслируется в последовательность микроопераций.